# عاشق بلا قيود
عاشق بلا قيود (بالكورية: 함부로 애틋하게) هو مسلسل كوري جنوبي من بطولة كيم وو بن، سوزي، ليم جوهوان وليم جو يون. بث المسلسل على قناة كي بي إس 2 في الفترة من 6 يوليو حتى 8 سبتمبر 2016.

## روابط خارجية
- عاشق بلا قيود على موقع IMDb (الإنجليزية)
- عاشق بلا قيود على موقع نتفليكس (الإنجليزية)
- عاشق بلا قيود على موقع كينوبويسك (الروسية)
- عاشق بلا قيود على موقع ألو سيني (الفرنسية)
- عاشق بلا قيود على موقع قاعدة بيانات الفيلم (الإنجليزية)